# 赤いカンナの花咲けば
『赤いカンナの花咲けば』（あかいかんなのはなさけば）は、1955年製作、同年8月7日公開のモノクロ日本映画。

## キャスト
以下の出演者名と役名は特に記載のない限りKINENOTEに従った。
- 松島トモ子 - トモ子
- 三條美紀[1] - 矢代早苗
- 小畑やすし - 健太
- 藤原釜足 - 白木直助
- 市川春代 - 佐伯房子
- 清水谷洋子 - 白木弓子
- 桜井将紀 - 正坊
- 坂内英二郎 - 佐伯良平
- 有田稔 - 矢代和夫
- 三條利喜江 - 白木トメ
- 馬野都留子 - 山田たき
- 酒井玉枝 - 牧野信子
- 光丘ひろみ - 森川洋子
- 恵ミチ子 - 岡田弘子

## スタッフ
以下のスタッフ名は特に記載のない限りKINENOTEに従った。
| 本編         | 本編               |
| ------------ | ------------------ |
| 製作         | 三輪礼二           |
| 企画         | 新井一、目黒賢太郎 |
| 脚本         | 清水信夫           |
| 音楽         | 古関裕而           |
| 撮影         | 伊東英男           |
| 美術         | 狩野健             |
| 録音         | 鏡味文夫           |
| 照明         | 島百味             |
| チーフ助監督 | 鈴木荘蔵           |
| 製作主任     | 峰村謙二           |
| 監督         | 小田基義           |
| 制作         | 東京映画           |
| 配給         | 東宝               |

## 主題歌
主題歌として、作曲・古関裕而、作詞・西条八十で松島トモ子歌唱の、「赤いカンナの花咲けば」「トモ子の花売娘」が使用された。